# Jacob Simonsz. Semeyns
Jacob Simonsz. Semeyns (ca. 1544 – 1584), ook bekend als Jacob Til, was een Enkhuizer zeekapitein, koopman en patriot. Hij werd vooral bekend vanwege zijn deelname aan de Slag op de Zuiderzee tijdens de Tachtigjarige Oorlog. Semeyns stamde uit een invloedrijke familie van bestuurders en kooplieden uit Enkhuizen en stond bekend om zijn heldhaftige optreden tegen de Spaanse bezetting.

## Familie
Jacob was een zoon van koopman en vroedschap Simon Meinertsz. Semeyns en Rijkele Freriksdr. De familie Semeyns was nauw betrokken bij de vroege Nederlandse Opstand. Zijn broers, waaronder Pieter, Meinert en Simon de Oude Semeyns, bekleedden functies als schepenen, kapiteins en kooplieden en steunden de zaak van Willem van Oranje.
| Persoon                                   | Geboren  | Overleden   | Beroep/functie                            | Bijdrage/opmerkingen                                     |
| ----------------------------------------- | -------- | ----------- | ----------------------------------------- | -------------------------------------------------------- |
| Jacob Simonsz. Semeyns ("Til")            | ca. 1544 | 1584        | Kapitein ter zee / schipper               | Actief in Zuiderzeeslag, Diemerdijk, overlijden onderweg |
| Simon Meinertsz. Semeyns ("Oude Semeijn") | ca. 1470 | ca. 1581–88 | Voornaam koopman, regent                  | Financieel en politiek voorvechter van de Opstand        |
| Pieter Simonsz. Semeyns                   | <1539    | 1589        | Koopman / kapitein                        | Ondersteunde Opstand, scheepstimmerwerf en militaire rol |
| Meinert Simonsz. Semeyns                  | ca.1539  | 1606        | Schepen, raad, burgemeester van Enkhuizen | Politieke functies en beloningen door de prins           |

## Militaire carrière
In de Slag op de Zuiderzee op 6 oktober 1573 onderscheidde Jacob Semeyns zich als kapitein door het Spaanse jacht De Aap te enteren. Tijdens dit gevecht raakte hij gewond, maar hij wist het zwaard van de Spaanse bevelhebber Schuilenburg te veroveren en naar Enkhuizen te brengen. Voor zijn verdiensten werd hem op 12 augustus 1574 een soldij van 125 gulden en 15 stuivers toegekend door de Staten van Holland, namens Willem van Oranje.
Later werd hij ingezet bij de verdediging van strategische locaties zoals de Diemerdijk bij Amsterdam. In 1581 werd hij door het gewest Holland benoemd tot bevelhebber over de toegang tot het zeegat Vlie bij de Waddeneilanden.

## Handelsactiviteiten en overlijden
Na zijn militaire loopbaan keerde Jacob Semeyns terug naar de handel. Tijdens een reis naar Dantzig (het huidige Gdańsk) in 1584 raakte hij ziek na een conflict aan boord en overleed hij vermoedelijk onderweg of kort na aankomst. Zijn weduwe, Egbertje Egbertsdr., bleef actief betrokken bij liefdadigheidsinstellingen zoals het Oude Armenweeshuis en het Aalmoezeniersweeshuis te Enkhuizen.

## Nalatenschap
Hoewel er geen bekend portret van Jacob Simonsz. Semeyns bestaat, zijn andere leden van de familie Semeyns, waaronder zijn nicht Reynu Meynertsdr. Semeyns, wel geportretteerd in de zeventiende eeuw. Jacob Til wordt binnen lokale geschiedschrijving beschouwd als een van de helden van Enkhuizen in de beginfase van de Opstand.